# Besser (Volk)
Die Besser (auch Bessen, lateinische Bessi, bulgarisch Беси) waren ein thrakisches Volk im nordöstlichen Thrakien, in der thasischen Peraia und am Haimos, mit dem Hauptort Uskudama.
Die zuerst bei Herodot erwähnten Besser behaupteten unter eigenen Fürsten lange ihre Freiheit, bis sie 72 v. Chr. von den Römern unter Marcus Terentius Varro Lucullus unterworfen wurden. Mehrmals mussten römische Feldherren in den folgenden Jahrzehnten ihren Widerstand bekämpfen: 59 v. Chr. Gaius Octavius, 44 v. Chr. Marcus Iunius Brutus, 29 v. Chr. Marcus Licinius Crassus, 14 bis 12 v. Chr. Lucius Calpurnius Piso. Weitere Aufstände gab es im 1. Jahrhundert n. Chr. (21 und 68 n. Chr.)
Der Bischof Nicetas von Remesiana (bulgarisch Епископ Никета Ремесиански) hat den thrakischen Stamm der kriegerischen Besser christianisiert. Der Historiker Gottfried Schramm sieht die heutigen Albaner als Nachfolger der christianisierten Bessi.

## Römische Auxiliareinheiten
In der Kaiserzeit wurden die folgenden Auxiliareinheiten auf dem Gebiet der Besser rekrutiert:
- Cohors I Flavia Bessorum
- Cohors II Flavia Bessorum

Wie die Inschrift (CIL 8, 9381) belegt, wurden noch am Anfang des 3. Jahrhunderts Soldaten in großer Anzahl aus dem Volk der Besser rekrutiert. Sex(tus) Iul(ius) Iulianus überführte eine 1000 Mann starke Gruppe von Rekruten (iuniores Bessos) von der Provinz Thracia in die Provinz Mauretania Tingitana, um die dortigen Einheiten zu verstärken.